# 拉德內沃
拉德內沃是保加利亞的城鎮，位於該國東南部，由舊扎戈拉州負責管轄，海拔高度113米，受大陸性氣候影響，2009年人口13,384，居民主要信奉東正教。